# Maria Margaretha Neubauer
Maria Margaretha Neubauer (geborene Fritz von der Obernburg; * 20. August 1706 in Nürnberg; † 6. Dezember 1746 ebenda) war eine deutsche Dichterin des 18. Jahrhunderts.

## Leben
Maria Margaretha Neubauer wurde als Tochter des Johann Georg Fritz von der Obernburg, Ober-Kriegskommissar des Fränkischen Reichskreises, und seiner ersten Ehefrau (Geburtsname König), geboren. Da die leibliche Mutter frühzeitig starb, übernahm zunächst Maria Margarethas Stiefmutter Barbara Sabina (geb. Paumgärtner von Holnstein) die Erziehung des Kindes; später verschiedene Hauslehrer, darunter hauptsächlich der Theologe und Philosoph Georg Andreas Will (1690–1740; nicht zu verwechseln mit dem gleichnamigen Historiker Georg Andreas Will). Sie war mit dem Juristen Lorenz Wilhelm Neubauer (1701–1752) verheiratet, dem sie zehn Kinder gebar, von denen jedoch nur ein Sohn und drei Töchter das Erwachsenenalter erreichten. Eine Tochter, Barbara Sabina Maria, heiratete 1752 den Altdorfer Hochschulprofessor Georg Andreas Will. Auf Maria Margaretha Neubauers Beerdigung wurden von ihr geschriebene Trauer-Cantaten (die sie speziell für die eigene Beisetzung gedichtet hatte) vorgetragen.

## Werk
Trotz ihres relativ frühen Todes verfasste Neubauer eine große Menge an Oden, Gelegenheitsgedichten und geistlichen Liedern. Ihr Ehemann gab kurz nach dem Tod seiner Frau eine Lyriksammlung mit dem Titel Erbauliche Zeugnüße einer vom Geist Gottes gewürckten geheiligten Sterbens-Bereitschafft [...] nach dem eigenhändigen und ungeänderten Aufsaz der [...] Maria Margaretha Neubauerin heraus.
Viele ihrer geistlichen Lieder wurden 1750 vom Pfarrer Andreas Rehberger in einer weiteren Sammlung mit dem Titel Gottgeheiligte Sabbaths-Beschäfftigung, mit erbaulichen, auf alle evangelischen Sonn- und Fest-Tage schicklichen Liedern [...]. Nebst einem Anhange von Liedern auf Jahres-Zeiten und der gleichen herausgegeben. Dieser Sammelband wurde mit „allgemeinem Beyfall“ aufgenommen.
Georg Andreas Will bezeichnete Neubauer als „glückliche und erbauliche Dichterin“ und lobte ihre Arbeiten.